# Fitna

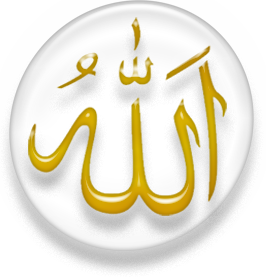
Allah, palavra que em árabe equipara-se a Deus.

Fitna (em árabe: فتنة) é uma palavra árabe que se traduz como divisão e guerra civil dentro do Islã. Também tem uma conotação religiosa muito particular, que expressa a ideia de um castigo infligido por Deus aos pecadores, um teste para os muçulmanos em uma situação de divisão da comunidade de crentes. A fitna envolve um julgamento moral e uma interpretação negativa, uma vez que é dever e marca da umma manter-se unida e coesa.
Historicamente, o termo é usado para referir as guerras civis que puseram fim ao primeiro califado (Ortodoxo; ver Primeira Guerra Civil Islâmica), às lutas de poder no Califado de Damasco, à Revolução Abássida, à Grande Guerra Civil Abássida, bem como à grave crise política e à guerra civil que levaria à queda do Califado de Córdova e à criação das chamadas taifas.

## Etimologia
O termo referia-se originalmente à refinação de metal para remover a escória e distinguir o ruim do bom, mas tornou-se um termo religioso e escatológico, adquirindo conotações de castigo, correção, luta entre facções e sedição.
O significado da palavra tem gerado muita confusão. Por exemplo, na Surata 8:39 do Alcorão pode ser traduzida de várias maneiras: "E combate-os até que não haja mais oposição (fitna) e a prática de culto seja inteiramente dedicada inteiramente a Alá" ou " Combate-os até que eles deixem de induzir a apostatar (fitna) e toda a adoração se renda a Alá".
O sentido religioso do termo é ilustrado na literatura apocalíptica de indivíduos sujeitos a um grande stress moral e psicológico cuja fé no Islã é comprometida pela ganância terrena ou preservação das suas vidas. São levados a escolher, por vezes, o que é o bem ou o mal.
Segundo o orientalista Gilles Kepel:
| “ | O sentido religioso do termo é ilustrada na literatura apocalíptica de indivíduos sujeitos a um grande estresse moral e psicológico estão comprometidos com sua fé no Islã para seu ganho mundano ou a preservação de sua vida. Faz-lhes escolher, por vezes, sem saber o que é bom e do que o mal. | ” |

## Fitnas
- Primeira Guerra Civil Islâmica (656–661), a primeira guerra civil entre Ali e os Omíadas.
- Segunda Fitna (680/683–685/692), a segunda guerra civil, entre os Omíadas e Abedalá ibne Zobair.
- Terceira Fitna (744–750/752), incluindo guerras civis dos Omíadas e Revolução Abássida.
- Quarta Fitna (809–827), incluindo guerras civis dos Abássidas e outros conflitos regionais.
- Guerra civil do al-Andalus (1009–1031), no Califado de Córdova.